# Saint-Bonnet-de-Chirac
Saint-Bonnet-de-Chirac è un comune francese di 56 abitanti situato nel dipartimento della Lozère nella regione dell'Occitania.

## Società

### Evoluzione demografica
Abitanti censiti